# Воробьёва, Зинаида Егоровна
Зинаи́да Его́ровна Воробьёва (2 августа 1933, д. Разуваевка, Глинковский район, Западная область — 4 августа 2012, Пермь) — советский и российский историк, кандидат исторических наук (1973), профессор (1993), ректор Пермского государственного института культуры (1975—1996), заслуженный работник культуры Российской Федерации (1993).

## Биография
В 1956 году окончила историко-филологический факультет Молотовского университета им. А. М. Горького по специальности «История» с квалификацией «Учитель истории средней школы».
После окончания университета пять лет работала в образовательных учреждениях города Перми, затем в течение 15 лет — на партийной работе (инструктор, заведующая отделом пропаганды и агитации Пермского городского комитета КПСС; заведующая сектором культуры и искусства Пермского областного комитета КПСС). С 1969 года обучалась в аспирантуре на кафедре истории КПСС ПГУ, защитила кандидатскую диссертацию на тему «Руководство Пермской областной партийной организации идейно-политическим воспитанием трудящихся в период между XXIII и XXIV съездами КПСС (1966—1970 гг.)» (ПГУ, 1973).
Приказом Министерства культуры РСФСР от 22 мая 1975 года была утверждена ректором нового вуза — Пермского государственного института культуры (открылся в сентябре 1975 года), проработала в этой должности до декабря 1996 года (с 1991 года — Пермский государственный институт искусства и культуры). Доцент (1978), профессор (1993), в ПГИК читала курс «Истории КПСС» студентам библиотечного факультета. Имела звание почетного ректора Пермского государственного института культуры
С 1997 по 2009 год работала в негосударственном образовательном учреждении «Западно-Уральский институт экономики и права» (Пермь) в должности проректора по научной работе (1998—2003), профессора-консультанта кафедры гуманитарных дисциплин. Опубликовала более 50 работ по истории партии, проблемам вузов культуры и вузовского образования в целом.

## Основные работы
- «Институт в моей судьбе» (Пермь, 2005).

## Награды и звания
- «Заслуженный работник культуры Российской Федерации» (1993) — за заслуги в области культуры и многолетний добросовестный труд
- Почетный работник высшего профессионального образования Российской Федерации
- Почётный гражданин Перми (2008) — за большой личный вклад в развитие культуры Перми

Награждена медалью Н. К. Крупской, медалью «Ветеран труда», другими юбилейными медалями; многочисленными грамотами и благодарностями Министерства культуры СССР и РФ, губернатора Пермского края и г. Перми